# Fjernkending
Fjernkending er en militær disciplin, hvor soldater visuelt typebestemmer krigsmateriel på lang afstand. I antikken og op til den industrielle revolution bar kombattanterne mere eller mindre individuelt fremstillet udstyr. Kraftige farver identificerede venner fra fjender. I takt med industrialiseringen kunne de militære styrker udrustes ensartet og de kraftige farver blev nedtonet, til fordel for kamuflage. De homogene styrker kunne skelnes vha. fjernkending.

Eleverne optrænes i fjernkending vha. silhuetskitser, fotografier og miniaturemodeller. Selv om en soldat ikke kan genkende f.eks. et fly, vil fjernkending være et værktøj til at beskrive flyet nøjagtigt.
På trods af moderne sensorer vil fjernkending stadig være nyttig inden våbenaffyring, også for at undgå egenbeskydning.

## Panserkending
Panserkending er læren om genkendelse af kampvogne, selvkørende artilleri, pansrede mandskabsvogne og andre pansrede køretøjer.
Indenfor panserkending er antallet af hjul og et evt. tårns placering de vigtigste kendetegn. Kanonens røgsuger og flammeskjuler er ligeledes kendetegn.

## Flykending
Flykending er læren om identifikation af fastvingefly, luftskibe og helikoptere. Flykending trænes af jagerpiloter og antiluftskytspersonale.
Indenfor flykending kan antallet af motorer være forskelligt fra det korrekte antal af motorer. Det skyldes at 'skjulte' motorer ikke tælles med. Motorer (propel eller jet; vinge-, næse- eller kropsmonteret; luftindtag i vingen, under eller på siden af kroppen), halefinne (enkelt eller dobbelt), T-hale, krops- eller finnemonteret haleplan og bæreplaner (høj- eller lavvinget; konisk vinge, lige-, delta-, pilvinget eller variabel pilgeometri) er de vigtigste karakteristika.
Flyentusiasters flykending kaldes for flyspotning og ligger udenfor denne artikels formål.

## Skibskending
Skibskending er den ældste form for fjernkending i dette regi. Kanontårne og luftværnsmissilaffyringsramper på fordækket benævnes A, B, C osv. fra stævnen. På agterdækket benævnes de X, Y, Z osv. mod hækken. Skrogets form, antallet af skorstene og disses placering samt helikopterhangarer bruges og endelig er der radarmasterne. De kan være gitterkonstruktioner, trebenede, stænger, pyramideformede eller kombinerede med skorstenen. Antallet af master til sejl var afgørende for klassifikationen på sejlskibenes tid. Udstyr på dækket og overbygningen som ildledelsesradarer, joller, gummibåde, missilcontainere, sidebatterier, dækskanoner, søfly mm. er sekundære træk, der afgør nærtbeslægtede skibe.
Uddykkede ubåde har enkelte karakteristika: dybderorene kan være placeret på tårnet eller i skroget, sonarkupler kan være forrest eller på sideroret, tårnet kan være tønde- eller sejlformet mm. Antallet af periskoper og andre master i tårnet og placeringen af missillugerne bruges også i skibskending. Skibskending af ubåde er mest relevant i fredstid.
I tidens løb er der adskillige tilfælde, hvor ekstra skorstene og mystiske rør er blevet monteret for at vanskeliggøre identifikationen. Beskadigede fartøjer er ligeledes en udfordring for skibskendingen.

## Danske forsvar
Diverse ansatte trænes i relevante former for fjernkending og duelighedsmærker i guld, sølv og bronze uddeles ved opnåelse af forudbestemte fraktiler (fx 95%, 90% og 80%).

### Materielkending
Det danske forsvar har i 2008 erstattet faget Panserkending med faget Materielkending. Det medfører en væsentlig udvidelse af fagets indhold idet Panserkending kun omfatter pansrede køretøjer. Materielkending omfatter både pansrede køretøjer, ”bløde” køretøjer (last-, personbiler og specialkøretøjer), helikoptere, mandbårne våbensystemer, uniformer med mere.
Materielkending inddeles i tre niveauer, der omhandler henholdsvis nationalt materiel, materiel ved koalitionspartnere samt materiel, der generelt findes i mulige konfliktområder og materiel, der anvendes af alle i et nærmere defineret missionsområde.

## Eksterne links
- Flykendings quiz hos flykending.dk Arkiveret 5. april 2008 hos  Wayback Machine

| Militær | Spire Denne artikel om militær er en spire som bør udbygges. Du er velkommen til at hjælpe Wikipedia ved at udvide den. |